# Górnik Łęczna (femminile)
Il Górniczy Klub Sportowy Górnik Łęczna, citato anche come GKS Górnik Łęczna o semplicemente Górnik Łęczna, è una squadra di calcio femminile polacca, sezione femminile dell'omonima società con sede nella città di Łęczna.
Iscritta alla Ekstraliga Kobiet, il livello di vertice del campionato polacco femminile di calcio, nel suo palmarès figurano due campionati e tre coppe di Polonia.

## Storia
La fondazione della sezione femminile del Górnik Łęczna risale al 10 dicembre 2002, con la squadra affidata alla conduzione del tecnico Janusz Mieczkowski.. La prima stagione agonistica della squadra fu la 2003-2004, quando la società la iscrisse alla II ligi grupy lubelskiej (II lega del gruppo Lublino), giocando la sua prima partita ufficiale contro la squadra del Kinga Krasnystaw, incontro vinto dalle neroverdi per 7-2, e terminando il campionato al quarto posto in classifica. La stagione successiva vede per la squadra terminare al secondo posto in campionato, con un'ulteriore salto di categoria, acquisendo il diritto di iscriversi alla I Liga Kobiet grupy północnej (prima lega, gruppo nord), tuttavia il campionato risultò estremamente difficile e la squadra, a lungo incapace di vincere un incontro, retrocesse subito al termine della stagione 2005-2006.
Ritrovata la competitività nel livello inferiore, il Górnik Łęczna riconquista subito la promozione a fine campionato 2006-2007, questa volta nel gruppo sud, con la squadra affidata al nuovo tecnico Mirosław Staniec da gennaio 2007, e dove durante la stagione riesce a raggiungere la semifinale della Coppa di Polonia venendo eliminata dalle avversarie del Medyk Konin con il risultato di 5-0.
Sotto la guida di un nuovo allenatore, il Górnik Łęczna è riuscito a rimanere in I Liga Kobiet per due stagioni consecutive, riuscendo infine a raggiungere la seconda posizione al termine della stagione 2009-2010 e la conseguente storica promozione in Ekstraliga Kobiet. Fino a quel momento la squadra riuscì anche a conquistare due ottavi di finale e un quarto di finale in Coppa di Polonia.
Sempre sotto la guida tecnica di Staniec, il Górnik Łęczna si attesta tra le squadre femminili polacche più competitive degli anni duemiladieci, conquistando il terzo posto in campionato al termine delle stagioni 2011-2012 e 2012-2013 e il secondo al termine di quella 2013-2014.
Nell'ottobre 2014 c'è un avvicendamento sulla panchina, con Piotr Mazurkiewicz che rileva Staniec alla conduzione tecnica della squadra.. Sotto la sua guida il Górnik Łęczna passa dal terzo posto in campionato al termine della stagione 2014-2015, al secondo nelle due successive, fino ad arrivare a conquistare il suo primo storico titolo di campione di Polonia al termine della stagione 2017-2018, risultato che le consente di accedere alla UEFA Women's Champions League 2018-2019. In questo periodo anche i risultati in coppa seguono una simile progressione, raggiungendo la finale nelle tre stagioni 2014-2015, 2015-2016 e 2016-2017, tutte perse con il Medyk Konin rispettivamente 5-0, 3-0 e 2-1, conquistandola al termine della stagione 2017-2018 battendo in finale le avversarie del Czarni Sosnowiec per 3-1.

## Palmarès
- Campionato polacco: 3

2017-2018, 2018-2019, 2019-2020
- Coppa di Polonia femminile: 2

2017-2018, 2019-2020

## Statistiche e record

### Partecipazione ai campionati nazionali
Dalla stagione 2003-2004 alla 2024-2025 il club ha ottenuto le seguenti partecipazioni ai campionati nazionali:
| Livello | Categoria         | Partecipazioni | Debutto   | Ultima stagione | Totale |
| ------- | ----------------- | -------------- | --------- | --------------- | ------ |
| 1º      | Ekstraliga Kobiet | 15             | 2010-2011 | 2024-2025       | 15     |
| 2º      | I liga            | 4              | 2005-2006 | 2009-2010       | 4      |
| 3º      | II liga           | 3              | 2002-2003 | 2006-2007       | 3      |

## Organico

### Rosa 2018-2019
Rosa e numeri come da sito societario e UEFA.com, aggiornati al 7 agosto 2018.
| N. |                    | Ruolo | Calciatrice            |
| -- | ------------------ | ----- | ---------------------- |
| 1  | Polonia (bandiera) | P     | Anna Palińska          |
| 3  | Polonia (bandiera) | C     | Gabriela Grzywińska    |
| 4  | Polonia (bandiera) | D     | Natasza Górnicka       |
| 5  | Polonia (bandiera) | D     | Jolanta Siwińska       |
| 6  | Polonia (bandiera) | D     | Patrycja Rogalska      |
| 7  | Polonia (bandiera) | C     | Krystyna Sikora        |
| 8  | Polonia (bandiera) | C     | Ewelina Kamczyk        |
| 9  | Polonia (bandiera) | A     | Weronika Zawistowska   |
| 10 | Polonia (bandiera) | C     | Emilia Zdunek          |
| 11 | Polonia (bandiera) | A     | Agnieszka Jędrzejewicz |

| N. |                    | Ruolo | Calciatrice         |
| -- | ------------------ | ----- | ------------------- |
| 13 | Polonia (bandiera) | C     | Patrycja Balcerzak  |
| 14 | Polonia (bandiera) | D     | Alicja Dyguś        |
| 15 | Polonia (bandiera) | C     | Sylwia Matysik      |
| 16 | Polonia (bandiera) | C     | Dominika Grabowska  |
| 17 | Polonia (bandiera) | D     | Agata Guściora      |
| 19 | Polonia (bandiera) | D     | Małgorzata Grec     |
| 21 | Polonia (bandiera) | C     | Alicja Materek      |
| 23 | Polonia (bandiera) | D     | Ana Jelenčić        |
| 25 | Polonia (bandiera) | C     | Wiktoria Marszewska |
| 93 | Polonia (bandiera) | P     | Klaudia Kowalska    |